# Volksbank Hochwald-Saarburg
Die Volksbank Hochwald-Saarburg e.G. entstand mit Wirkung zum 1. Januar 2009 aus dem Zusammenschluss der Volksbank Hochwald und der Volksbank Saarburg. Sie hatte ihren Sitz in der Stadt Saarburg. Die Bank fusionierte zum 1. Januar 2015 mit der Volksbank Trier (inzwischen Volksbank Trier Eifel).

## Banken

### Volksbank Hochwald
Die Volksbank Hochwald eG hatte ihren Sitz in der Stadt Hermeskeil. Die Bank war am 20. Juni 1886 gegründet worden und hatte am 31. Dezember 2007 3705 Mitglieder. Die Volksbank Hermeskeil entstand zunächst aus dem Bankverein Hermeskeil und fusionierte später mit der Raiffeisenbank Hochwald zur Volksbank Hochwald, die zum 1. Januar 2009 mit der Volksbank Saarburg zur Volksbank Hochwald-Saarburg mit Sitz in Saarburg fusionierte.
Die Geschäftsstellen der Volksbank Hochwald befanden sich in Gusenburg, Hentern, Hermeskeil, Kell am See, Lampaden, Mandern, Reinsfeld, Schillingen und Schöndorf.

### Volksbank Saarburg
Hervorgegangen ist die Volksbank Saarburg aus dem 1907 gegründeten Beuriger Spar- und Darlehnskassen-Verein eGmuH. Somit feierte die Volksbank Saarburg eG im Jahr 2007 ihren  100. Geburtstag. Zum 1. Januar 2009 fusionierte die Bank mit der Volksbank Hochwald zur Volksbank Hochwald-Saarburg mit Sitz in Saarburg.
Die Geschäftsstellen der Volksbank Saarburg befanden sich in Freudenburg, Greimerath, Irsch, Nittel, Saarburg, Tawern, Wasserliesch, Wincheringen und Zerf.

## Personen
- Wolfgang Schäfer, Aufsichtsratsvorsitzender ab 1984